# Pyramides de la forêt de Loches
Les pyramides de la forêt de Loches sont quatre monuments en pierre, alignées le long d'une route forestière de la forêt de Loches, dans le département d'Indre-et-Loire, en France.
Ces quatre flèches de pierre, au décor différent de l'une à l'autre, ont été construites au XVIIIe siècle pour servir de point de ralliement aux équipages de chasse à courre qui opéraient dans la forêt. Trois d'entre elles se trouvent sur la commune de Ferrière-sur-Beaulieu, la quatrième se situant à Sennevières. Elles ont été inscrites au titre des monuments historiques en 1956 pour trois d'entre elles, la quatrième en 1958.

## Localisation
Les pyramides sont construites le long de la route forestière Georges-d'Amboise, qui traverse la forêt de Loches du nord-ouest au sud-est. Cette route sert de limite communale entre Ferrière-sur-Beaulieu et Sennevières au sud-ouest d'une part, et Saint-Quentin-sur-Indrois, Genillé et Chemillé-sur-Indrois au nord-ouest d'autre part. Bien qu'édifiées à proximité immédiate de cette limite, les pyramides sont considérées comme partie intégrante des territoires de Ferrière-sur-Beaulieu (pyramides de Saint-Quentin, de Genillé et de Montaigu) ou de Sennevières (pyramide des Chartreux).

## Historique
Les quatre pyramides ont été construites dans les années 1770, pour servir de point de ralliement des équipages qui chassaient à courre dans la forêt de Loches, alors que la route Georges-d'Amboise, qu'elles jalonnent, avait été ouverte en 1769. Cette construction est décidée par le grand maître des eaux et forêts Cabanel d'Anglure après la publication par Colbert en 1699 qui recommandait la construction de stèles ou de repères pour les voyageurs dans les forêts du domaine royal.
Les pyramides de Genillé, de Montaigu et des Chartreux ont été inscrites au titre des monuments historiques en 1956, la pyramide de Saint-Quentin le fut en 1958.

## Description
Même si leur forme, leur dimension et leur architecture générale est assez semblable, le détail de leur décor rend chacune de ces pyramides unique.

### Pyramide de Saint-Quentin
Géolocalisation : 47,1719, 1,0284.
Cette pyramide est la plus occidentale des quatre ; elle doit son nom à ce qu'elle est construite en limite communale de Saint-Quentin-sur-Indrois. Elle se compose d'un socle carré dont les faces sont ornées de moulures. Au-dessus, un piédestal en encorbellement sert d'assise à la pyramide élancée et légèrement tronquée qui se termine par une sphère.

### Pyramide de Genillé
Géolocalisation : 47,1575, 1,0589.
Voisine de la maison forestière de Beauchêne, elle est parfois dénommée localement pyramide de Beauchêne. Sa base cubique, dont les faces sont moulurées et décorées d'un encadrement, se termine par une corniche elle aussi moulurée. La pyramide elle-même, dont les arêtes comportent également des moulures, se termine par une sphère surmontée d'une girouette.

### Pyramide de Montaigu
Géolocalisation : 47,1508, 1,0709.
Elle doit son appellation à la proximité, au nord et au débouché de la forêt, sur la commune de Genillé, de l'ancien fief de Montaigu. La construction de la pyramide fait appel à un socle cubique dont les quatre faces latérales sont décorées d'un encadrement et supporte la pyramide élancée terminée par une sphère.

### Pyramide des Chartreux
Géolocalisation : 47,1334, 1,0949.
Cette pyramide, située non loin de la Chartreuse du Liget, est la seule à être construite sur une base hexagonale. Chacune des faces est décorée d'un encorbellement. La sphère qui couronne la pyramide est une reconstitution récente, cet ornement étant signalé absent lors de l'inscription de l'édifice au titre des monuments historiques en 1956.

Les pyramides de la forêt de Loches.
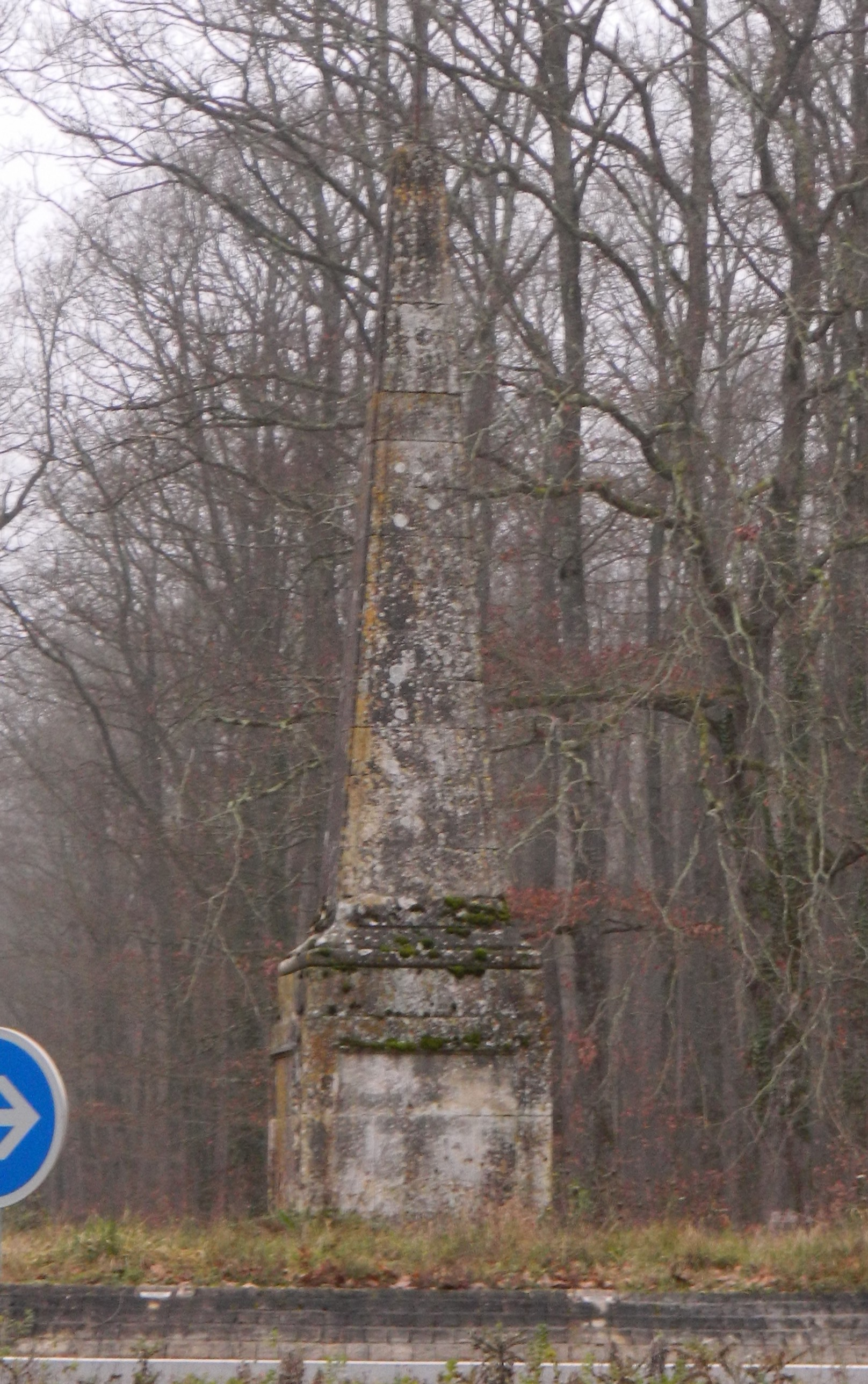
Pyramide de Saint-Quentin.
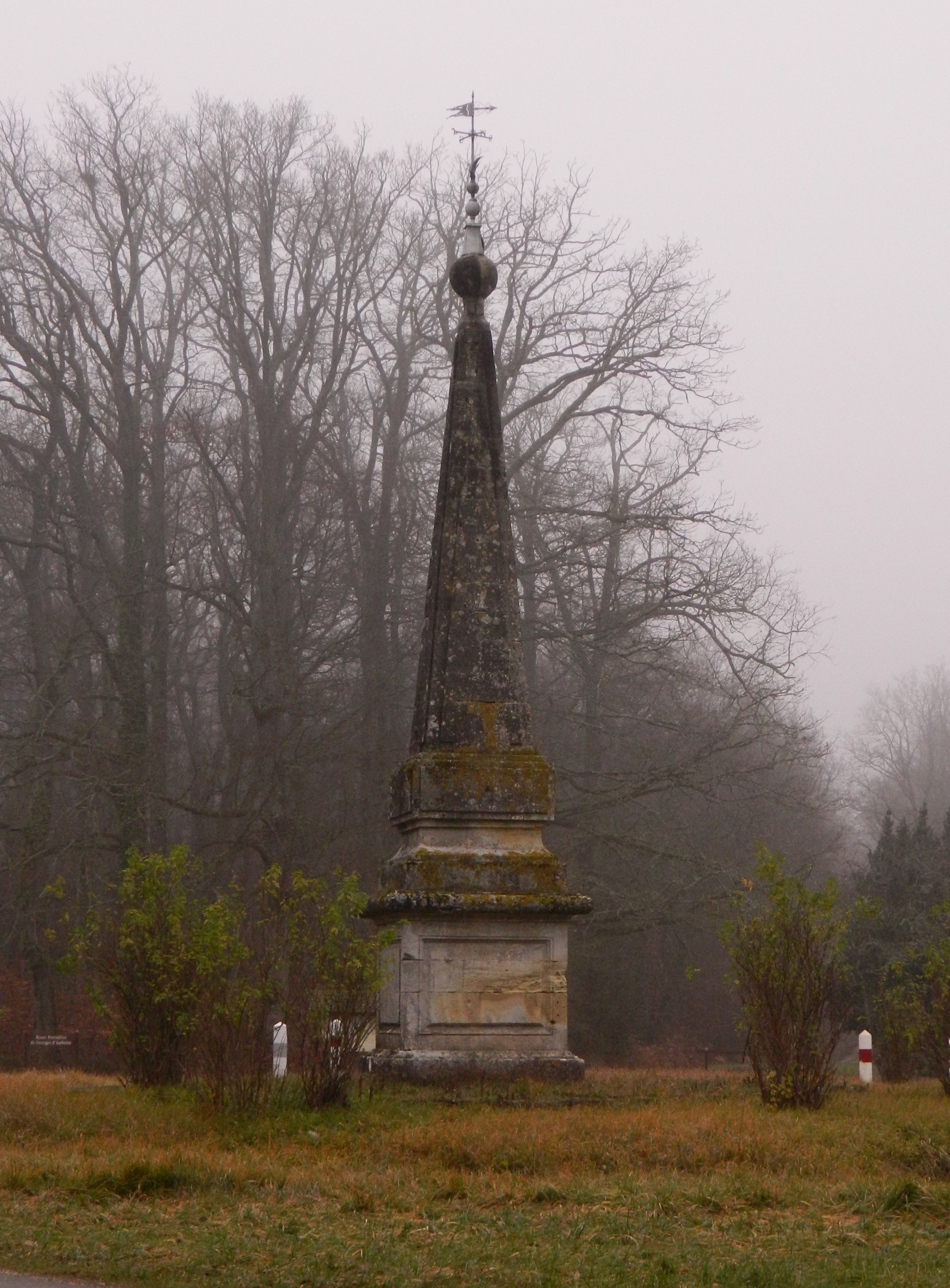
Pyramide de Genillé.
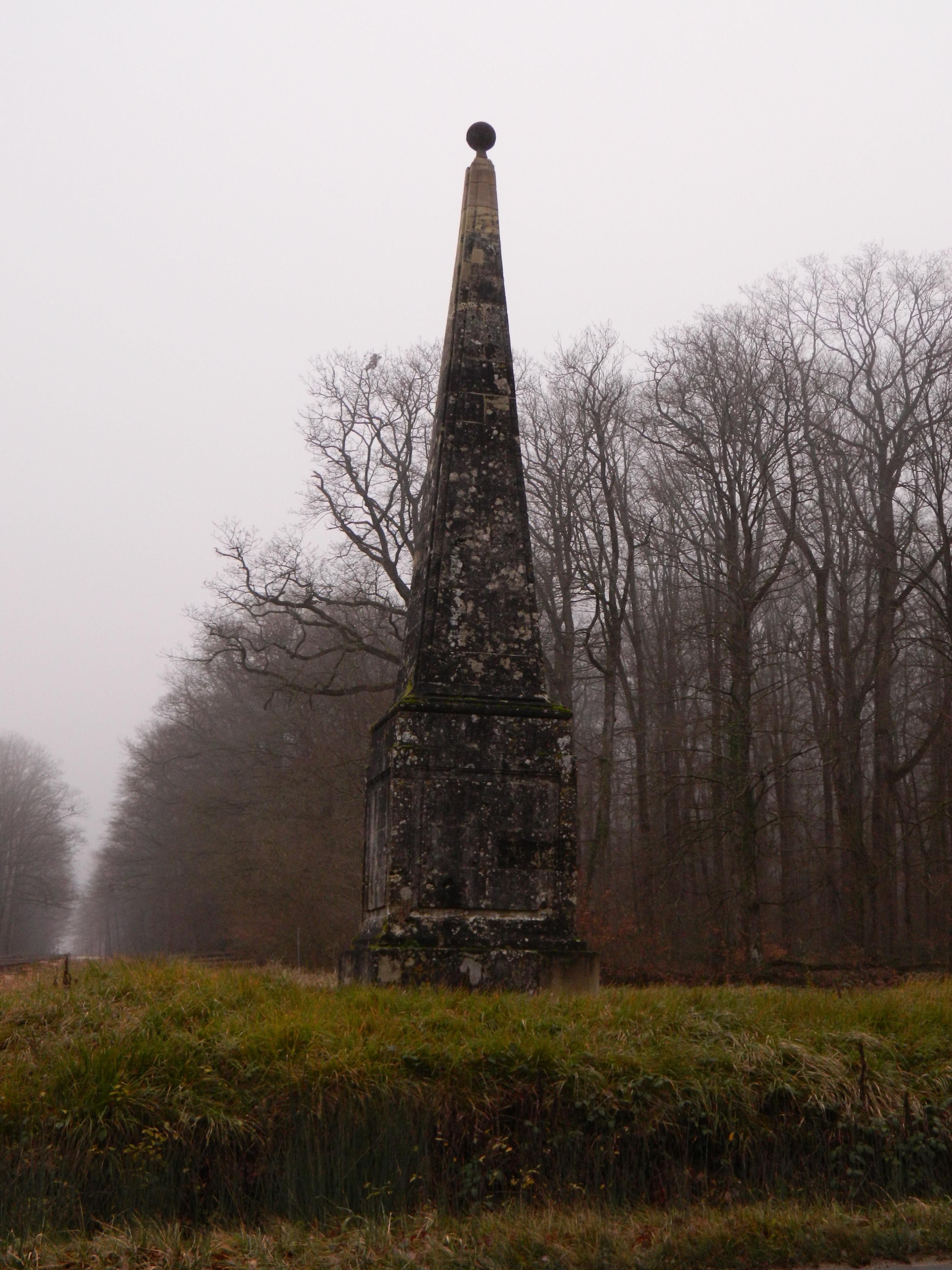
Pyramide de Montaigu.
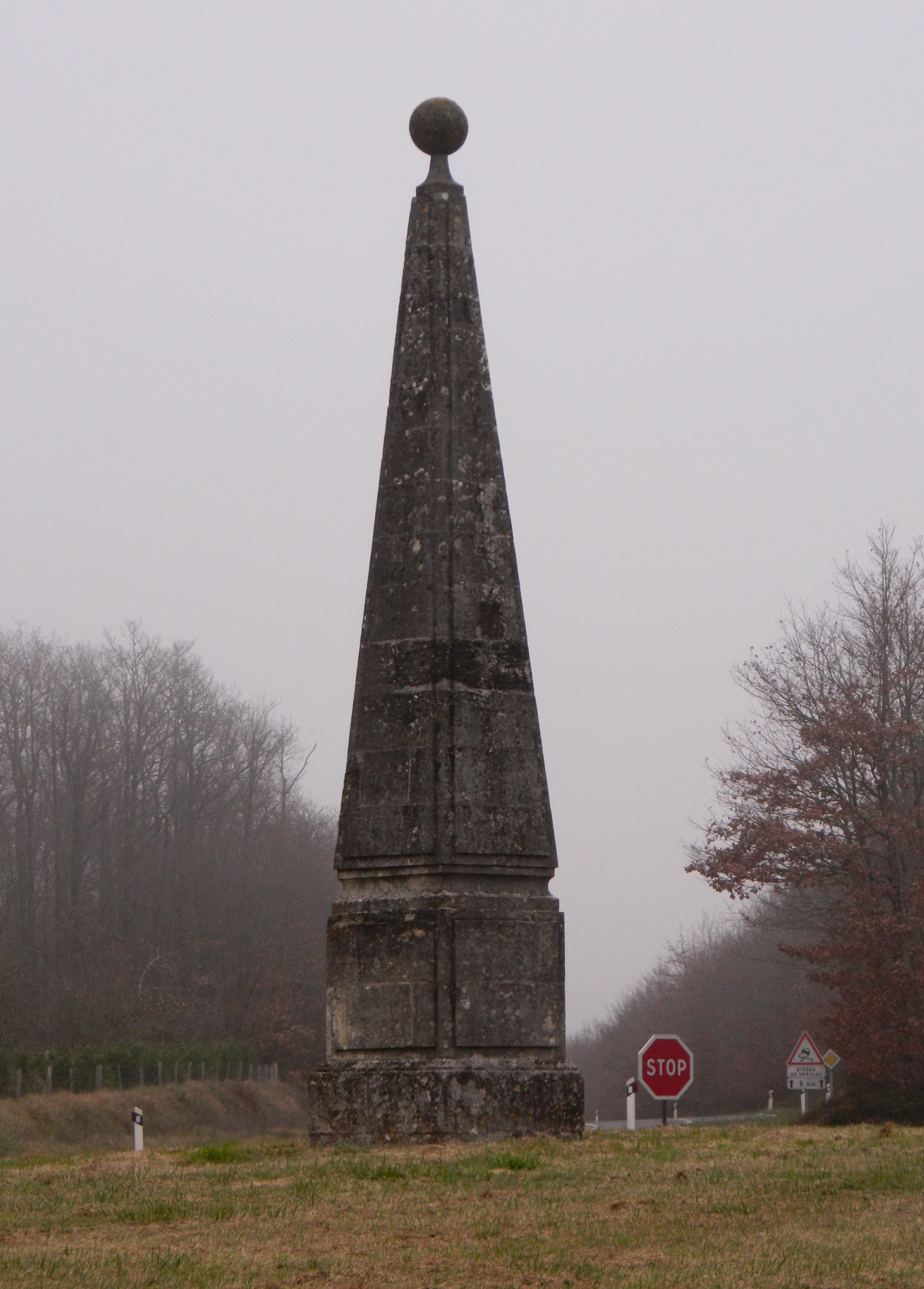
Pyramide des Chartreux.

## Pour approfondir